# Atimura subapicalis
Atimura subapicalis là một loài bọ cánh cứng trong họ Cerambycidae.